# Poesiomat (Břeclav)
Poesiomat v Břeclavi se nachází na pěší zóně před budovou Gymnázia a Jazykové školy, nedaleko Hlavy křičícího muže od Daniela Talavery z roku 1992.

## Historie
Poesiomat byl slavnostně odhalen 17. září 2021 ve spolupráci s Městskou knihovnou Břeclav. Lze si poslechnout například Jana Skácela, Oldřicha Mikuláška, Josefa Horu, Radka Malého, Hradišťan, Ivana Blatného, Jana Zahradníčka, Živé kvety nebo Vítězslava Nezvala.